# Дуел между двама исторически герои
„Дуел между двама исторически герои“ (на английски: Duel Between Two Historical Characters) е американски късометражен ням филм от 1895 година, заснет от режисьора Алфред Кларк в лабораториите на Томас Едисън в Ню Джърси.